# Vanitas (Mattia Preti)
Il dipinto ad olio dal titolo Vanitas, è opera di Mattia Preti (Taverna (Catanzaro), 1613-La Valletta (Malta), 1699), pittore caravaggesco noto anche come  il Cavalier Calabrese. 

## Descrizione
Il dipinto era in una collezione privata ed arrivò agli Uffizi nel 1951, per acquisto. Presentato in una semplice cornice dorata moderna, per lo stile ricorda il dipinto di Mattia Preti La Giuditta, conservato al Museo nazionale di Capodimonte. I critici non sono d'accordo se si tratti di un frammento di un'opera di maggiori dimensioni, oppure se questo dipinto sia stato così realizzato.
Mattia Preti forse intendeva raffigurare la Maria Maddalena, colta nel momento in cui si specchia - adorna di gioielli e in abiti di lusso - con i capelli intrecciati e avvolti in un morbido turbante di seta dorata, ricadente sulle spalle in uno scialle bianco, intessuto da minuscoli fiori colorati. Il suo sguardo - accentuato dal riflesso della luce che le batte su una guancia e su parte della fronte - esprime un senso di rifiuto e di disgusto, nel vedersi circondata da tali ornamenti e da tante ricchezze. La vanitas - meditazione sulla precarietà della vita - nell'arte pittorica barocca veniva anche espressa in dipinti raffiguranti eremiti, oppure in nature morte accompagnate da teschi e da candele spente - oggetti che alludono alla fugacità dell'esistenza - o da clessidre e da orologi che segnano il trascorrere impietoso del tempo.

### Esposizioni
- Caravaggio e i Caravaggeschi nelle Gallerie di Firenze, Firenze, 1970.